# دموع صاحبة الجلالة (مسلسل)
مسلسل تليفزيوني مصري حول رواية للكاتب موسى صبري تدور في فترة الأربعينات والخمسينات في مصر قبل وبعد ثورة يوليو 1952.

## فريق العمل

### البطولة
| - ميرفت أمين:أمال - فاروق الفيشاوي:محفوظ عجب - عمر الحريري: عبد العظيم بك لطفي - دلال عبد العزيز:سوسن هانم - جمال إسماعيل: والد أمال - حسن حسني:شديد باشا - عبلة كامل: عنايات أخت محفوظ | - سناء شافع:سعد كمال - شوقي شامخ:صديق سعد - يسري مصطفى: إسماعيل خطيب أمال - محمد كامل:أنور الساعاتي - زوزو نبيل:أم محفوظ - تهاني راشد:ناظرة مدرسة | - ضيوف الشرف قبل الثورة - صلاح ذو الفقار:وزير - أحمد خميس:وزير الداخلية - رشدي المهدي:علي ماهر باشا - حسن عبد الحميد:النائب العام - عطيه عويس:رئيس القلم السياسي - عادل هاشم:رئيس الديوان الملكي | - ضيوف الشرف مجلس قيادة الثورة - نبيل الحلفاوي:جمال عبد الناصر - أحمد ماهر:جمال سالم - سمير حسني:كمال الدين حسين - أبو السعود عطية: صلاح سالم - أمين هاشم:محمد نجيب |

بالاشتراك مع
| - عادل أمين: حسين راشد - سهام فتحي:الهانم - عبد الغني ناصر:الوزير - علي عزب:علي زوج عنايات - هانم محمد:صاحبة بيت محفوظ - محمد عبد المعطي:صديق سعد - نجيب رشدي - محمد أبو داوود:ضابط شرطة - أحمد كمالي:الصحفي منيب - عبد الحميد أنيس: مدير الأمن | - محمد الإدنداني:خادم الهانم - عثمان عبد المنعم:الحاج عباس - محمود العراقي:ظابط مباحث - سيد صادق:عبد الوارث مصطفى - عبد الهادي أنور - أبو الفتوح عمارة - مظهر يونس - علي الزفتاوي - لقاء سويدان - سيد حاتم:صحفي | - كمال الزيني:باشا - حمدي السخاوي - فتحي سليمان - سمير حسين - بدرية عبد الجواد:خادمة سوسن هانم - أحمد سامي عبد الله:عم معروف - عبد الرحمن حامد - صلاح يحيى:عامل بالجريدة - محمد عتريس:خادم للملك - عادل مصيلحي | - عنايات صالح - عبد الله الصفتى - أنور حسونة - محمد عبد الحميد بليه - احمد بهلول - حللى محمد - سيد عبد الفتاح - عبد الحي صالح - محمد صلاح - شريف صبحي | - جريدة الأسرار - لطفي عبد الحميد:عبد الكريم النعمان - محمود عبد الغفار:سامي هلال صحفي - رمسيس زخاري - حمدي شرف الدين:صحفي - نجلاء فريد - مصطفى ياسين - صلاح الحسيني - ايزابيل كمال - عبد الحميد المنير: سكير |

### الإدارييون
| - موسى صبري :قصة - يحيى العلمي: إخراج - عاطف بشاي (سيناريو وحوار) - د. عبد العظيم رمضان: المراجعة التاريخية - عمار الشريعي: الموسيقى التصويرية - محمد نجيب: مهندس الديكور - كريمة سعد:مصممة الأزياء - وحيد فريد: مدير التصوير - قدري أبو العلا: مدير التصوير الخارجي - تصوير:وحيد شريف- عبد الله مصطفى - محمد ثابت - يوسف شلال - محمود الشال - أشرف قطقط | - محمود خيري: المؤثرات الصوتية والمكساج - مونتاج إليكتروني أمين عبد الرازق - مصطفى الرفاعي: - تسجيل ومونتاج فيديو: محمد عليش- إبراهيم أبو السعود - محمد الحاوي: تسجيل ومونتاج فيديو - تسجل ومراقبة صوت: إسماعيل حافظ - محمود عبد المنعم - نبيل عبد الوهاب - محمد جمال - تصميم المقدمة والنهاية: محمد غريب - توزيع: قطاع الشئون المالية والإقتصادية بإتحاد الّاعة والتلفيزيون - ساعد في الإخراج: أمل شوقي - شادية مختار - ضياء فهم - الحسيني كمال - مساعد المخرج الأول: فؤاد شهاب الدين - مدير الإنتاج:عماد عبد الله - إنتاج:إتحاد الإذاعة والتلفيزيون |